# Dmytro Hryhorak
Dmytro Hryhorak (ur. 1 stycznia 1956 w Stanisławowie) – ukraiński duchowny greckokatolicki, bazylianin. W latach 2007–2011 administrator apostolski eparchii Buczackiej, od 2011 jej pełnoprawny ordynariusz.

## Życiorys
Święcenia kapłańskie przyjął 25 października 1992 w zakonie bazylianów. Pracował głównie jako duszpasterz parafialny, był także duszpasterzem chorych w Iwano-Frankiwsku. 
W 2007 został mianowany administratorem apostolskim eparchii buczackiej, zaś 23 lipca 2011 papież Benedykt XVI potwierdził jego nominację na zwierzchnika tejże eparchii. Sakrę otrzymał 18 września 2011 z rąk arcybiskupa większego kijowsko-halickiego Światosława Szewczuka, któremu towarzyszyli ordynariusz eparchii tarnopolsko-zborowskiej Wasyl Semeniuk oraz emerytowany biskup iwanofrankowski Sofron Mudry.